# Рейтинг экологической ответственности нефтегазовых компаний РФ
Рейтинг экологической ответственности нефтегазовых компаний РФ (Здравый смысл) — рейтинг крупнейших нефтегазовых компаний с оценкой по уровню экологической ответственности подготовленный WWF, группой КРЕОН и Национальным рейтинговым агентством.

В список попали 19 компаний работающих на территории РФ, среди которых Роснефть, Газпром, Газпром нефть, Лукойл, Татнефть, Сургутнефтегаз, Башнефть, Сахалин Энерджи, Тоталь РРР и др.
Компании оценивались по качеству управления охраной окружающей среды (экологический менеджмент), по масштабу воздействия на окружающую среду и степени прозрачности, то есть готовности компаний раскрывать экологическую информацию.
Рейтинг готовился исключительно на основе публичной информации. В верхних строчках рейтинга оказались «Сургутнефтегаз», «Сахалин Энерджи» и «Газпром».
По результатам рейтинга выявились некоторые особенности, например: уровень прозрачности публичных компаний находится на высоком уровне, в то же время «дочки» этих компаний имеют низкий уровень прозрачности; практически у всех компаний имеется сертификат ISO 14001; данные по сбросам загрязнённой воды в поверхностные водоемы, а также статистику по порывам трубопроводов раскрывают лишь 7 компаний; сведения о загрязнённых землях публикуют 7 компаний, о нарушенных — 5 компаний, 5 компаний раскрывают долю сверхнормативных платежей в общем объёме платы за негативное воздействие на окружающую среду, и только 6 компаний раскрывают количество разлитой в течение года нефти в результате аварий и утечек.

## Итоговая таблица рейтинга
| Итоговое место | Компания              | Итоговый балл |
| -------------- | --------------------- | ------------- |
| 1              | Сургутнефтегаз        | 1,6164        |
| 2              | Сахалин Энерджи (С-2) | 1,5253        |
| 3              | Газпром               | 1,3545        |
| 4              | Татнефть              | 1,287         |
| 5              | Иркутская НК          | 1,1106        |
| 6              | Салым Петролеум       | 1,0996        |
| 7              | Роснефть              | 1,086         |
| 8              | Зарубежнефть          | 1,0556        |
| 9              | ЛУКОЙЛ                | 0,9943        |
| 10             | Газпром нефть         | 0,8717        |
| 11             | Башнефть              | 0,7315        |
| 12             | НОВАТЭК               | 0,7205        |
| 13             | Славнефть             | 0,4312        |
| 14             | Томскнефть ВНК        | 0,3757        |
| 15             | РуссНефть             | 0,2804        |
| 16             | Эксон НЛ (С-1)        | 0,2698        |
| 17-19          | Белкамнефть           | 0,1852        |
| 17-19          | Альянс                | 0,1852        |
| 17-19          | Тоталь РРР            | 0,1852        |